# Karl Aage Præst
Karl Aage Præst, trascritto anche come Carl Aage Præst (Copenaghen, 26 febbraio 1922 – Copenaghen, 19 novembre 2011), è stato un calciatore danese, di ruolo attaccante.

## Carriera

### Club

Præst (in alto) con i Bianconeri, durante un allenamento al Campo Combi assieme a Boniperti.

Dopo aver militato nell'Østerbro, nel 1949 fu acquistato dalla Juventus, formando così un "trio danese" bianconero assieme a John Hansen e Karl Aage Hansen. A Torino Præst giocò quasi sempre titolare, conquistando due scudetti, finché nel 1956 fu ceduto alla Lazio, con cui giocò per un'altra stagione, prima di ritirarsi dall'attività agonistica.
In carriera ha totalizzato complessivamente 239 presenze e 51 reti nella Serie A italiana.

### Nazionale
Nella Nazionale di calcio danese ha collezionato 24 presenze segnando 17 reti e vincendo la medaglia di bronzo nel torneo calcistico dei Giochi olimpici di Londra del 1948, manifestazione nella quale segna una doppietta alla selezione del Regno Unito durante la finale del 3º posto.

## Riconoscimenti
È entrato a far parte della Hall of fame del calcio danese.

## Palmarès

### Club

#### Competizioni nazionali
- Campionato italiano: 2

Juventus: 1949-1950, 1951-1952

### Nazionale
- Bronzo olimpico: 1

Londra 1948

### Individuale
- Capocannoniere del Torneo Internazionale dei Club Campioni: 1

1951 (6 gol)
- Inserito nella Hall of Fame del calcio danese[3]

2008